# Armada Szczecin
Armada Szczecin – klub futbolu amerykańskiego z siedzibą w Szczecinie, w Polsce istniejący od 2019 do 2021. W 2019 klub należał do Ligi Futbolu Amerykańskiego, a od 2020 do 2021, do Polskiej Futbol Ligi. Został utworzony w styczniu 2019, poprzez połączenie klubów Husaria Szczecin i Cougars Szczecin. Istniał do 2021, kiedy został rozwiązany.

## Historia
Klub Armada Szczecin, z siedzibą Szczecinie, w Polsce, został założony w styczniu 2019, poprzez połączenie klubów Husaria Szczecin i Cougars Szczecin. Klub wziął udział w sezonie 2019 w Drugiej Lidze Futbolu Amerykańskiego. Managerem klubu był Tomasz Leszczyński.
Klub planował zadebiutować w Pierwszej Lidze Futbolu Amerykańskiego w sezonie 2020, jednakże, z powodu pandemii COVID-19, sezon został odwołany. Zamiast tego, klub wziął udział w dywizji dziewięcioosobowej Polskiej Futbol Ligi, zdobywając mistrzostwo sezonu 2020. Drużyna ponownie wzięła udział w sezonie 2021, podczas którego doszła do finału, przegrywając z drużyną Bielawa Owls.
Z powodu problemów finansowych drużyna została rozwiązana w listopadzie 2021, po zakończeniu sezonu.